# حزب الخضر الفلسطيني
حزب الخضر الفلسطيني هو حزب غير سياسي، وطني، بيئي، اجتماعي، ديمقراطي، تنموي فلسطيني تأسس في 10 أغسطس 1995  وكان يرأسه جرير نعمان حسين عرفات القدوة.ثم اصبح الدكتور تامر فرح سهيل رئيسا للحزب  يتبع له جمعية الخضر لمكافحة المخدرات، وجمعية الخضر للرفق بالحيوان والطيور، وجمعية أصدقاء الخضر الطبية، وجمعية الخضر لرعاية وتنظيم الأسرة ومركز الأبحاث والدراسات التعليمية.